# Quark, Inc.
Quark （クォーク）とは、DTP業界においてデファクトスタンダードであったレイアウトソフトウェアQuark XPressを開発・販売している企業。本社はアメリカ合衆国、コロラド州デンバー市に所在する。
他にも主力製品としては、Quark XPressの多言語版であるQuark XPress Passport、Quark XPressドキュメントをXMLフォーマットに変換する avenue.quark や、多人数協同作業ワークフローのためのツールQuarkDMS（Digital Media System）などを開発・販売している。

## 沿革
- 1981年、ティム・ギル（彼自身がソフトウェア開発者）によって設立される。当時の資本金は2000ドル。当時より株式非公開の私企業という体裁を保っている。
- 1986年、フレッド・イブラヒムが10万ドルを出資して経営に参加。ギルが開発を担当し、イブラヒムが経営面を見るという体制で、全盛時代を築いた。
- 1996年、日本法人クォークジャパン株式会社を設立（現住所東京都渋谷区）。
- 1998年、アドビシステムズに対して買収提案を行うが、同年計画撤回[3]。
- 2000年、ティム・ギル会長が、自らの保有していた同社の50％の株式を売却して退社。その株式はイブラヒムが購入したものと推測されている。
- 2003年、米国とインドで開発チームを率いてきたKamar Aulakh副社長が社長に就任。
- 2004年、Kamar Aulakh社長がCEOに就任。
- 2005年、6月9日、Kamar Aulakh CEOを辞任退社。
- 2011年、8月9日、Platinum Equityにより買収される。
- 2015年、日本法人クォークジャパン株式会社閉鎖[2]。

## 関連記事
- DTP